# Rogatica
Rogatica (cyr. Рогатица) – miasto w Bośni i Hercegowinie, w Republice Serbskiej, siedziba gminy Rogatica. W 2013 roku liczyło 6313 mieszkańców.